# Ashton Carter
Ashton Baldwin „Ash“ Carter  (24. září 1954, Filadelfie – 24. října 2022) byl americký demokratický politik a právník, od února 2015 nahradil Chucka Hagela v postu ministr obrany USA v administrativě Baracka Obamy. Carter byl fyzik a profesor na Harvardu. Byl spoluautorem více než jedenácti, převážně vědeckých, knih, a napsal více než sto článků na téma fyzika, národností bezpečnost a technika. Vystudoval Oxfordskou univerzitu.